# Il nemico amato
Il nemico amato (Beloved Enemy) è un film del 1936 diretto da Henry C. Potter, qui al suo esordio.

## Trama
Hellen Drummond è la figlia di un lord inglese inviato come ambasciatore nella Dublino degli anni venti. Qua conosce il capo dei ribelli irlandesi Dennis Riordan e sarà proprio il suo amore per lui a favorire le trattative di pace.